# Expreso Maya
El Expreso Maya fue un servicio de tren de pasajeros regional mexicano que operaba desde la ciudad Izamal en Yucatán, hasta el yacimiento arqueológico de Palenque, Chiapas. La tracción del tren la realizaba una máquina diésel EMD-USA de 900 HP, pero por el estado de la vía iba a una velocidad media de tan solo 20 km/h.

## Historia
En el año 2002, un empresario del sureste, de nombre José Luis Rodríguez, echó a andar un tren turístico de pasajeros, el cual no era de servicio regular y funcionaba con un itinerario especial, ya que los clientes compraban un paquete que incluía hospedaje, excursiones y visitas especiales en Chichen Itzá, Izamal, Edzná, Villahermosa y concluía en la zona arqueológica de Palenque, en Chiapas.
El tren se componía de un convoy con 4 coches de pasajeros denominados "Uxmal", "Tikal", "Kalakmul" y "Chichen Itzá", comedor y observatorio, al máximo lujo, con equipos de sonido, aire acondicionado y ventanas de seguridad, ya que los empresarios invirtieron en remozar las unidades que anteriormente pertenecieron al tren de los ejecutivos de Ferrocarriles Nacionales.
La operación del tren duró unos cuantos años hasta suspender sus servicios en el año 2005 por los daños a las vías que ocasionó el huracán Stan, la concesionaria de las vías era la empresa Genesee y Wyoming, la cual ante lo complicado y baja rentablilidad que resultaba la inversión para restablecer los servicios, renunció a la concesión en el año 2007, lo que hizo que este tren turístico de pasajeros dejara de operar. Según los relatos de viaje de algunos pasajeros el recorrido era cansado, lento, extenso y caro.
En 2011 sus lujosos vagones fueron vendidos a los empresarios que operan el tren turístico Jose Cuervo Express, el cual hace recorrido entre Guadalajara y Tequila, Jalisco.